# Gráf Csilla
Gráf Csilla (Pécs, 1969. július 3. –) magyar színésznő.

## Életpályája
A pécsi Janus Pannonius Gimnáziumban érettségizett. Pályáját a kaposvári Csiky Gergely Színházban kezdte, ahol hat évadot töltött. 1993-ban a Ki mit tud?-on is feltűnt, prózával. 1995-től a Pécsi Nemzeti Színház tagja volt. Játszott a pécsi Harmadik Színházban, illetve a Budapesti Kamaraszínházban is. Országos ismertséget a Kisváros című televíziós sorozat hozott számára. Művelődésszervezői diplomáját a Janus Pannonius Tudományegyetemen szerezte.

## Magánélete
Édesapja Gráf József üzemmérnök, politikus, egykori földművelésügyi és vidékfejlesztési miniszter. Elvált, férjétől Maksa Zoltán humoristától. Közös gyermekük Boglárka 2005-ben született. 

## Fontosabb színházi szerepei
- Arthur Miller: Az ügynök halála... Miss Forsythe
- Alekszandr Szergejevics Puskin: Borisz Godunov... Kszenyija, Borisz leánya
- Tersánszky Józsi Jenő: Kakuk Marci... Kasos lánya
- Kálmán Imre: Csárdáskirálynő... Juliskám;  Krisztina bárónő
- Bertolt Brecht - Kurt Weill: Koldusopera... Lucy, Tigris Brown leánya
- Makszim Gorkij: Éjjeli menedékhely... Násztya (hajadon, 24 éves)
- Fjodor Mihajlovics Dosztojevszkij: Bűn és bűnhődés... Lizaveta
- Örkény István: Tóték... Gizi Gézáné
- Móricz Zsigmond: Rokonok... Lina, Kopjáss felesége
- Fejes Endre - Presser Gábor - Sztevanovity Dusán: Jó estét nyár, jó estét szerelem!... fodrászlány
- Szirmai Albert - Bakonyi Károly: Mágnás Miska... Marcsa
- Németh Ákos: Müller táncosai... Rita
- Anton Pavlovics Csehov: Platonov... Szása
- Agatha Christie: Egérfogó... Mollie Ralston
- Agatha Christie: Bűntény a kecskeszigeten... Pia, Agata sógornője
- Békeffi István - Fényes Szabolcs: Rigó Jancsi... Mariska
- Kisfaludy Károly: Kérők... Máli, Baltafy leánya
- Jerry Bock: Hegedűs a háztetőn... Cejtel
- Alan Jay Lerner - Frederick Loewe: My Fair Lady... Virágáruslány
- E. T. A. Hoffmann: Diótörő... Piszkos baba, rágott
- Witold Gombrowicz: Yvonne, burgundi hercegnő... Dáma
- William Shakespeare: Othello... Emilia
- Heinrich von Kleist: Amphitryon... Alkmene, Amphitryon felesége
- Carlo Goldoni: Hazugok... Beatrice
- Pedro Calderón de la Barca: Az élet álom... szereplő
- Pierre Carlet de Chamblain de Marivaux: Kolónia... Asszony
- Molnár Ferenc: Az üvegcipő... Irma
- Kosztolányi Dezső: Néró, a véres költő... szereplő
- Tersánszky Józsi Jenő: Kakuk marci... Kasos lánya
- Háy János: A Herner Ferike faterja... Asszony (a Herner Ferike mutterja)
- Federico García Lorca: Bernarda Alba háza... Amelia
- Federico García Lorca: Yerma... 2. Sógornő
- Christopher Hampton: Veszedelmes viszonyok... Émilie
- Ugo Betti: Bűntény a kecskeszigeten... Pia (Agata sógornője)
- Horace McCoy – Ungvári Tamás: A lovakat lelövik, ugye?... Alice
- Georg Büchner: Danton halála... Júlia, Danton felesége
- Bohumil Hrabal - Ivo Krobot: Szigorúan ellenőrzött vonatok... Mása
- Spiró György: Elsötétítés... Nő
- Spiró György: Galócza... Tonka, Borisz Mozsbolt húga
- Spiró György - Lázár Kati: Bíborszínű virág... Ánja
- László Miklós: Illatszertár... Balázs kisasszony
- Vajda Katalin: Legyetek jók, ha tudtok... Leonetta
- Babay József: Három szegény szabólegény... Selyem
- Carlo Collodi - Litvai Nelli: Pinokkió... II. Nyúl
- Kodolányi János: Földindulás... Juli
- Arisztophanész: A nőuralom... Philokderetos
- Horváth Péter: Csao Bambino... Serlán Évi
- Thuróczy Katalin: Meseurópa... Mary Poppins; Hókirálynő; Kék Madár
- Thuróczy Katalin: Keszekusza... Katica
- Thuróczy Katalin: Valaha Saint-Michelben... szereplő
- Sárosi István: A Gonosz bennünk él - s ez olyan jó... szereplő
- Rejtő Jenő - Farkas Zsolt: Meg kell szakadni!... Szobalány

## Filmek, tv
- Yvonne, burgundi hercegnő (színházi előadás tv-felvétele) (1990)
- Meg kell szakadni! Rejtő kabaré – (színházi előadás felvéte) (1991)
- Koltai kabaré (1991)
- Szamba (1996)
- Kisváros (1995-2001)
- Maksavízió (2003-2004)
- Fekete Krónika (2005)